# Euphorbia keithii
Euphorbia keithii es una especie fanerógama perteneciente a la familia de las euforbiáceas.

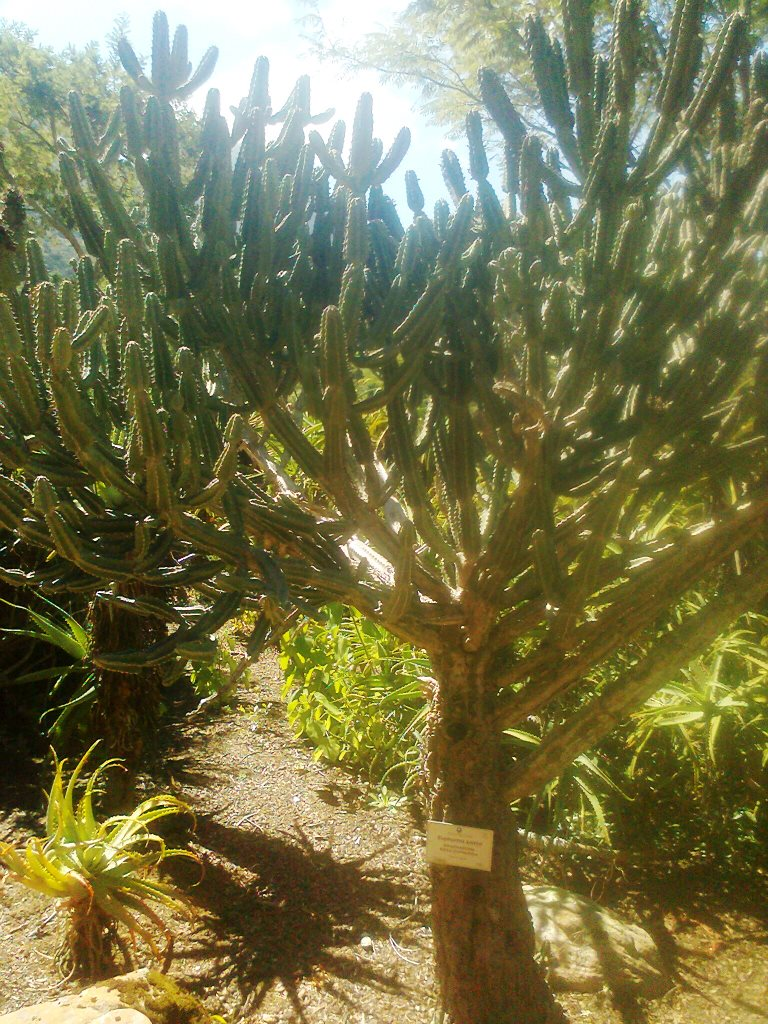
Vista de la planta

## Distribución
Es endémica de Mozambique a Suazilandia. Su  hábitat natural son los bosques tropicales o subtropicales secos o zonas de arbustos. Está amenazada por la pérdida de hábitat.

## Descripción
Es una planta suculenta arbusto espinoso o árbol que alcanza un tamaño de 2-6 m de altura, con una corona de ramas ascendentes; las ramas de 1-2 m de largo, con (3 -) 5 (-6)  ángulos, constreñidas en segmentos de hasta 25 x 3-4 cm , los ángulos ± alado, con alas de 7-15 mm de profundidad y superficialmente sinuosos.

## Ecología
Se encuentra en pendientes rocosas; a una altitud de ± 150 metros.

## Taxonomía
Euphorbia keithii fue descrita por Robert Allen Dyer y publicado en Bothalia 6: 223. 1951.
Etimología
Euphorbia: nombre genérico que deriva del médico griego del rey Juba II de Mauritania (52 a 50 a. C. - 23), Euphorbus, en su honor – o en alusión a su gran vientre –  ya que usaba médicamente Euphorbia resinifera. En 1753 Carlos Linneo asignó el nombre a todo el género.
keithii: epíteto otorgado en honor del capitán Donald Robert Keith, oficial de la armada retirado que emigró desde Inglaterra a Suazilandia, donde realizó recolectas de plantas.